# Таубенгейм, Густав Рейнгольд
Густав Роберт Рейнгольд Таубенгейм (нем. Gustav Robert Reinhold Taubenheim; 21 мая 1795, Муддис, Ревельское наместничество Российской империи, ныне Моэ, волость Тапа, Эстония (по другим сведениям, Кихлефер, ныне Кихлевере, волость Кадрина) — 17 августа 1865, Санкт-Петербург) — российский лютеранский священник из балтийских немцев.

## Биография
Сын арендатора мызы в Муддисе Беренда Вильгельма Таубенгейма. В 1815 году окончил Ревельскую губернскую гимназию, в 1820 году — Дерптский университет, где изучал теологию. Преподавал в Альт-Пебальге, затем в 1823—1824 гг. преподаватель закона Божьего, древнегреческого и древнееврейского языков в Рижской губернской гимназии.
В 1825—1834 годах — священник рижского собора Святого Иакова, окормлял шведскую и эстонскую общины. Одновременно на добровольных началах исполнял обязанности священника лечебницы для душевнобольных на Александровских высотах — нынешнего Рижского психиатрического и наркологического центра; занимался духовной поддержкой больных и в других лечебных заведениях, в том числе во время эпидемии холеры 1831 года. 
В 1830 году на торжествах в честь 300-летия Аугсбургского исповедания выступил с речью «Кое-что о жизни Иоганна Ломюллера, к истории Реформации в Лифляндии» (нем. Einiges aus dem Leben M. Joh. Lohmüllers, ein Beitrag zur Reformationsgeschichte Livlands), посвящённой одному из главных пропагандистов протестантизма в Риге XVI века, синдику Иоганну Ломюллеру, и напечатанной затем отдельным изданием. В 1834 году был инициатором создания Общества истории и древностей Остзейских губерний.
С 1834 года и до конца жизни — пастор Петрикирхе в Санкт-Петербурге. Одновременно преподавал в Петришуле, а с 1846 года также и в Николаевском сиротском институте. С 1835 года и до конца жизни являлся членом Генеральной евангелическо-лютеранской консистории. 
В 1843 году по его инициативе (совместно со вторым пастором прихода Карлом Фроманом) было образовано приходское Общество вспомоществования бедным. Согласно «Списку лютеранских и реформатских духовных лиц и учреждений», изданному в 1853 году, под духовным окормлением пастора Таубенгейма состояло 8029 прихожан, а годовое жалованье составляло 1285 рублей 72 копеек (с доплатой 342 рубля 28 копеек за членство в консистории).

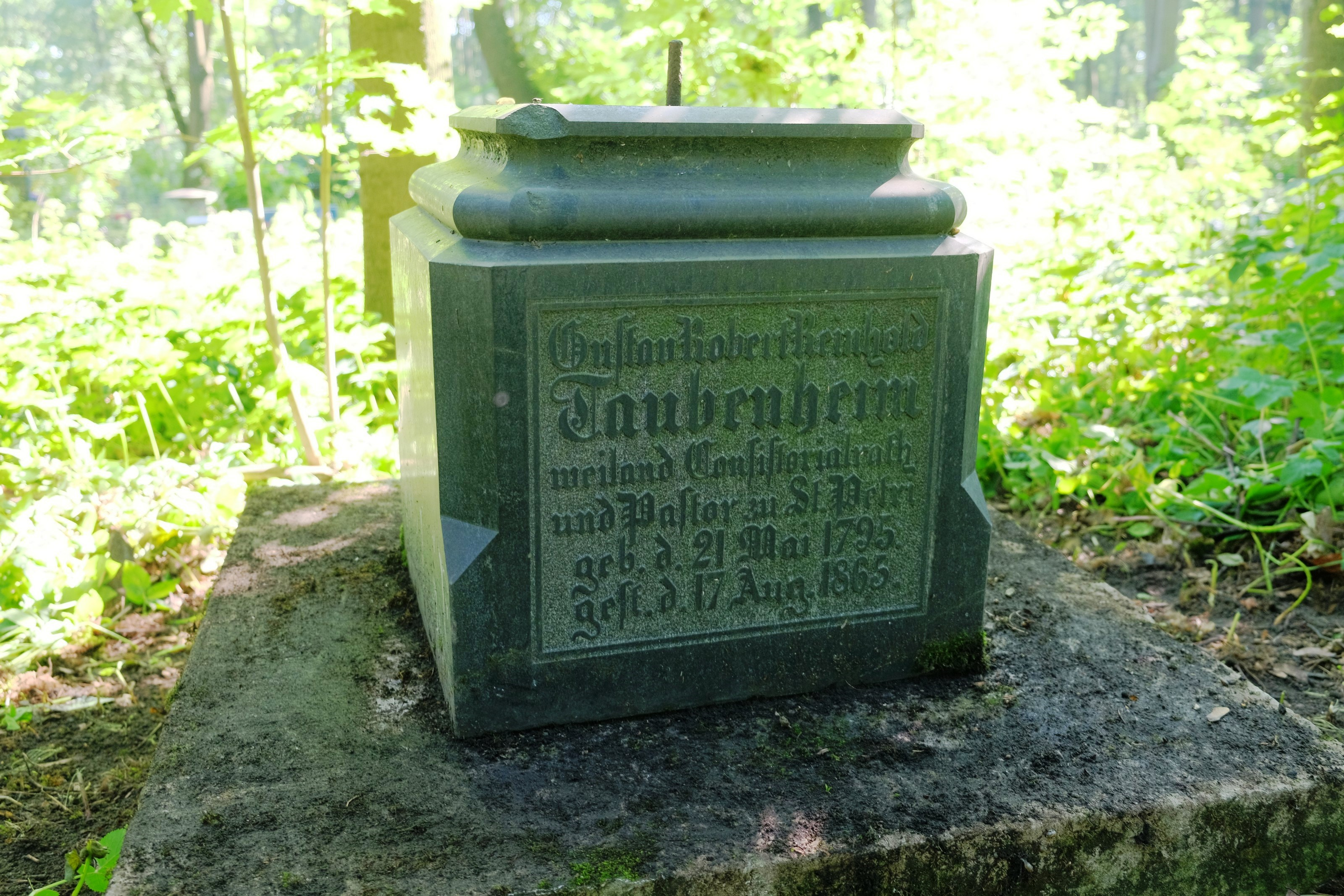
Могила Таубенгейма на Волковском лютеранском кладбище

В 1851 году совершил паломничество на Святую землю.
Скончался 17 (29) августа 1865 года. Похоронен на Волковском лютеранском кладбище. Надгробие сохранилось (крест утрачен).

## Награды
- Наперсный крест «В память войны 1853—1856»